# Zenkerella (rosegador)
Zenkerella és un gènere de rosegador de la família dels anomalúrids. Conté una sola espècie vivent, Z. insignis, que viu al centre-oest d'Àfrica, i una altra d'extinta, Z. wintoni, que visqué durant el Miocè a l'actual Kenya.